# Åktjärnen (Gideå socken, Ångermanland)
Åktjärnen är en sjö i Örnsköldsviks kommun i Ångermanland och ingår i Husåns huvudavrinningsområde. Sjön har en area på 0,0582 kvadratkilometer och ligger 141 meter över havet.

## Delavrinningsområde
Åktjärnen ingår i det delavrinningsområde (704993-166222) som SMHI kallar för Ovan None. Medelhöjden är 129 meter över havet och ytan är 10,59 kvadratkilometer. Räknas de 10 avrinningsområdena uppströms in blir den ackumulerade arean 53,41 kvadratkilometer. Flisbäcken som avvattnar avrinningsområdet har biflödesordning 2, vilket innebär att vattnet flödar genom totalt 2 vattendrag innan det når havet efter 24 kilometer. Avrinningsområdet består mestadels av skog (87 procent). Avrinningsområdet har 0,06 kvadratkilometer vattenytor vilket ger det en sjöprocent på 0,5 procent.